# Doug Bradley
Douglas William Bradley (Liverpool, Anglaterra, 7 de setembre del 1954) és un actor anglès.

## Biografia
Viu a Londres amb la seva esposa, Lynne, un fill i una filla. Amic des de fa molt de temps del novel·lista de terror/fantasia Clive Barker, els dos es reunien quan assistia a l'escola secundària, i ha treballat amb Barker en diverses activitats (des d'un grup de teatre fins a les pel·lícules Hellraiser) des de principis dels '70. També és un fanàtic del Liverpool FC.
És més conegut per interpretar el paper del cenobita Pinhead en les vuit pel·lícules de la sèrie Hellraiser, així com el personatge del capità Elliot Spenser a Hellbound: Hellraiser II (1988) i Hellraiser III: Hell on Earth (1992). Ell és un dels dos únics actors que han interpretat el mateix personatge de terror vuit vegades consecutives, l'altre és Robert Englund, qui interpretà Freddy Krueger.
Bradley ha aparegut en un anunci per la línia directa de segurs al Regne Unit (com un professor d'educació física). Apareixent sobretot en televisió, la part posterior d'autobusos, estacions de metro i en anuncis d'Internet. Ha cantat en diverses cançons de Cradle of Filth, banda anglesa de black metal. La primera és del 2000 Her Ghost in the Fog (així com en Death Magick For Adept, i Tortured Soul Asylum), tanmateix, no podia aparèixer en el vídeo musical, i fou substituït per l'actor David McEwen, que exerciria el caràcter de Kemper a Cradle of Fear. Bradley també va aparèixer en els següents àlbums de Cradle com en l'àlbum de Nymphetamine en les cançons com Satyriasis, Swansong For A raven, Mother of Abomination, segueix la seva participació en aquest grup amb l'àlbum Thornography les cançons del qual són Tonight In Flames, Rise Of Pentagram, cançó instrumental, i la seva última aparició en aquest grup pel moment en el seu últim àlbum de Cradle anomenat Godspeed On The Devil's Thunder en la que apareix com a narrador en gairebé totes les cançons.
Bradley també és membre de la companyia d'animació britànica Renga Media, creadors de la independent britànica CGI 'Dominator' pel·lícules i curtmetratges, dividint el seu treball entre el de productor i el d'actor de veu. També feu la veu de Loc-Nar en el curt animat Heavy metal vs Dominator, en la que personatges de l'univers Dominator es reuneixen i lluiten contra els personatges de la pel·lícula Heavy Metal 2000.

### Filmografia
- 1973: Salome : King Herod
- 1978: The Forbidden
- 1987: Hellraiser: Pinhead / Lead Cenobite
- 1988: Hellbound: Hellraiser II: Pinhead / Capità Elliot Spencer
- 1990: Nightbreed: Dirk Lylesberg
- 1992: Hellraiser III (Hellraiser III: Hell on Earth): Pinhead / Capità Elliot Spencer
- 1993: Shepherd on the Rock : James Culzean
- 1995: Proteus : Leonard Brinkstone
- 1995: The Big Game (TV) : Harry Woolf
- 1996: Jim's Gift (TV)
- 1996: Hellraiser: Bloodline: Pinhead
- 1996: La Lengua asesina: Headwig
- 1998: Archangel Thunderbird (TV) : Dr. Churchill
- 1998: Driven : Eric Myers
- 1999: An Ideal Husband: Brackpool
- 2000: Hellraiser: Inferno (vídeo) : Pinhead
- 2001: On Edge : Dr. Matthews
- 2002: Hellraiser: Hellseeker (vídeo) : Pinhead / Merchant
- 2002: Red Lines : Teacher
- 2003: Dominator : Dr. Payne / Lord Desecrator (veu)
- 2005: The Commander: Blackdog (TV) : Tim Gad
- 2005: Hellraiser: Deader (vídeo) : Pinhead
- 2005: The Prophecy: Uprising (vídeo) : Laurel
- 2005: Hellraiser: Hellworld (vídeo) : Pinhead
- 2006: Pumpkinhead: Ashes to Ashes: Doc Fraser
- 2007: Ten Dead Men : Narrador
- 2008: The Cottage: Home amb gos
- 2009: Book of Blood
- 2010: Exorcismus de Manuel Carballo: Pare Ennis